# Serafina Gregoris
 (mars 2025).
Serafina Gregoris, née le 15 octobre 1873 à Fiume Veneto et morte le 30 janvier 1935 à Venise, est une religieuse italienne, membre des Sœurs franciscaines du Christ Roi reconnue comme vénérable par l'Église catholique.

## Biographie

### Enfance et jeunesse
Gisella Victoire (Vittoria) Gregoris, de son nom de naissance, est née le 15 octobre 1873 à Fiume Veneto, en Italie. La petite fille aimait et chérissait beaucoup son père, qui était sacristain. Dans sa vie quotidienne, elle ne cherche pas à être la préférée, mais veut être traitée comme toutes les autres petites filles de son âge. Gisella fréquentait l'école élémentaire, ce qui était plutôt rare pour l'époque. Dès sa plus tendre enfance, elle dégage une grande piété. Plus tard, elle fait partie des groupes de sa paroisse et rend souvent services à l'association des Enfants de Marie Immaculée. Vers 15 ou 16 ans, Gisella décide de se consacrer au Christ et adhère de plus en plus aux évènements communautaires de la paroisse. Quelque temps plus tard, elle pense sincèrement à faire son entrée au couvent.

### Vie religieuse et maladie
Gisella parle de plus en plus à ses parents de son désir d'entrer au couvent. Ceux-ci s'opposent à sa décision. Le curé de la paroisse essaie de convaincre les parents de la jeune fille mais rien n'y fait. Celle-ci espère de son côté et garde courage jusqu'à sa majorité. À l'âge de 21 ans, Gisella entre contre l'avis de ses parents dans l'Ordre des Sœurs Franciscaines du Christ Roi, à Venise. Elle prend comme nom de religieuse Sœur des anges sérafins (Serafina en italien). Elle fait sa prise d'Habit le 5 février 1895. Elle prononce ensuite ses vœux le 6 février 1896. Mais l'année après sa Profession religieuse, en 1897, à 24 ans, elle commence à souffrir d'un maladie incurable qui l'affectera durant 38 ans. Pendant ces longues années de souffrances, elle offre ses douleurs au Seigneur. Sœur Serafina fera toujours tout de même son mieux pour continuer ses devoirs de religieuse. Son plus grand regret était de ne pas pouvoir communier les jours où elle devait rester au lit. Mais, elle ne refusait jamais de recevoir des personnes venant la visiter. Elle était très obéissante envers ses supérieures, et lorsqu'une tâche lui était confiée, elle essayait d'y mettre le plus de générosité et d'amour de ce qui lui avait été confié. Pour sa grande simplicité, Sœur Serafina fut engagée dans le service des pauvres filles de Venise. Malgré sa maladie qui la rongeait au plus profond d'elle-même, elle continuait à donner un véritable exemple de charité et d'amour à ses filles. 
Sœur Serafina meurt en odeur de sainteté dans son couvent le 30 janvier 1935 à Venise.

## Postérité
Un procès en béatification a été ouvert par l'Église catholique, au titre duquel elle a été déclarée vénérable le 22 juin 2004 par le Pape Jean-Paul II. À Venise, Serafina Gregoris fait l'objet d'une grande dévotion. De nombreuses reliques ont été distribuées.